# The Lucksmiths
The Lucksmiths var ett australiskt tweepopband, bildat 1993 i Melbourne. Bandet upplöstes 2009.

## Diskografi

### Album
- First Tape (1993)
- The Green Bicycle Case (1995)
- What Bird Is That? (1996)
- A Good Kind of Nervous (1997)
- Happy Secret (1999)
- Why That Doesn't Surprise Me (2001)
- Where Were We? (2002)
- Naturaliste (2003)
- Warmer Corners (2005)
- Spring a Leak (2007)
- First Frost (2008)

### EP
- Boondoggle (1994)
- Staring at the Sky (1999)
- A Little Distraction (2003)
- The Chapter in Your Life Entitled San Francisco (2005)
- A Hiccup in Your Happiness (2006)